# Клют (лунный кратер)
Кратер Клют (лат. Klute) — большой древний ударный кратер в северном полушарии обратной стороны Луны. Название присвоено в честь американского ракетного инженера и химика Дэниэла Клюта (1921—1964); утверждено Международным астрономическим союзом в 1970 г. Образование кратера относится к донектарскому периоду.

## Описание кратера

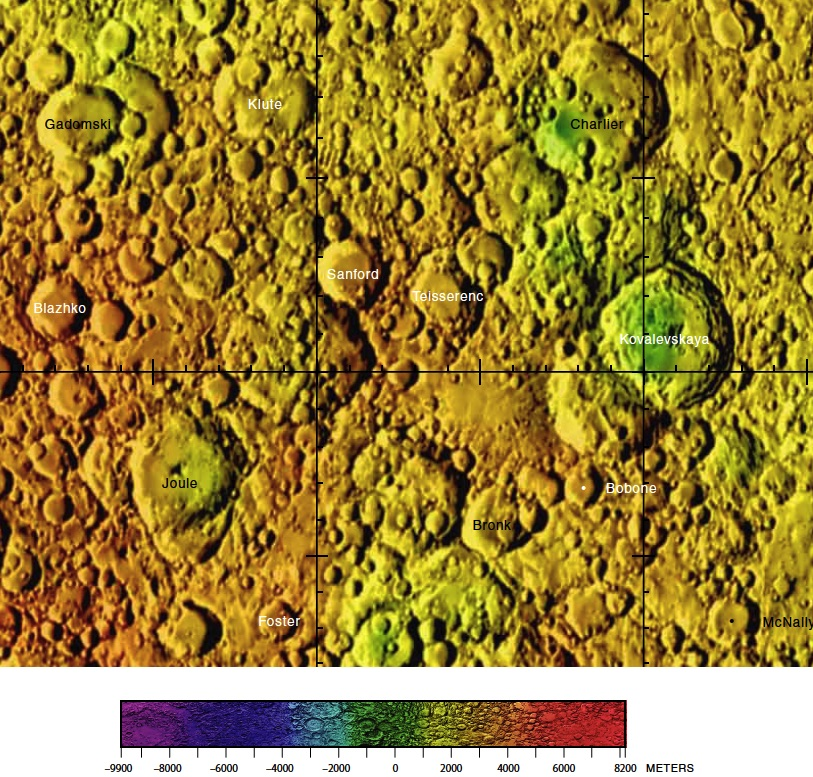
Окрестности кратера Клют. Фрагмент карты обратной стороны Луны.

Ближайшими соседями кратера Клют являются кратер Гадомский на западе; кратер Фаулер на севере-северо-западе; кратер Цейпель на севере; кратер Тиль на северо-востоке; кратер Санфорд на юге-юго-востоке и кратер Блажко на юго-западе. Селенографические координаты центра кратера 36°56′ с. ш. 141°46′ з. д. / 36,93° с. ш. 141,76° з. д., диаметр 77,5 км, глубина 2,8 км.
Кратер Клют имеет полигональную форму и значительно разрушен за длительное время своего существования, перекрыт множеством кратеров различного размера. Вал сглажен, северо-западный участок вала перекрыт сателлитным кратером Клют W (см. ниже), при этом образовалась большая осыпь пород в безымянном кратере расположенном в северо-западной части кратера Клют. Высота вала над окружающей местностью достигает 1320 м, объем кратера составляет приблизительно 5 100 км3. Дно чаши пересеченное.

## Сателлитные кратеры
| Клют | Координаты                                              | Диаметр, км |
| ---- | ------------------------------------------------------- | ----------- |
| M    | 34°56′ с. ш. 141°19′ з. д. / 34,93° с. ш. 141,32° з. д. | 21,8        |
| W    | 37°59′ с. ш. 143°19′ з. д. / 37,98° с. ш. 143,31° з. д. | 31,0        |
| X    | 39°15′ с. ш. 143°26′ з. д. / 39,25° с. ш. 143,43° з. д. | 38,8        |

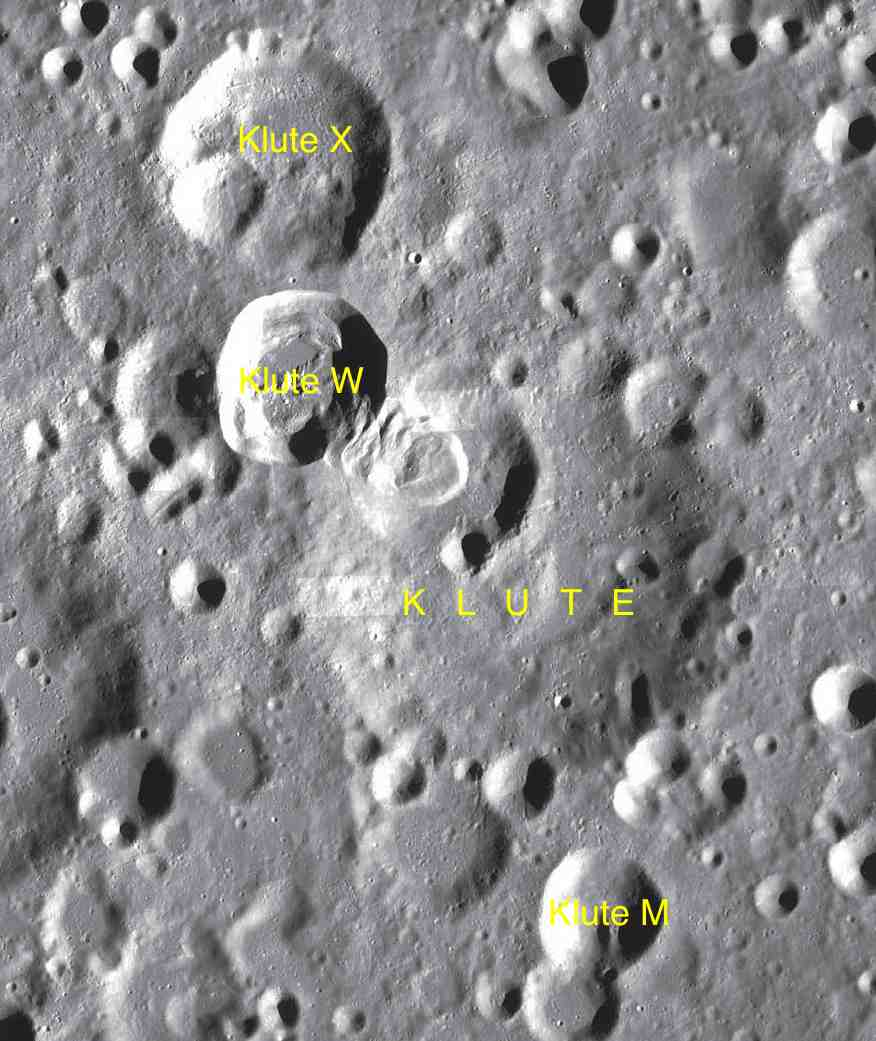
Фрагмент карты LAC-34.

- Образование сателлитного кратера Клют W относится к эратосфенскому периоду[1].
- Образование сателлитного кратера Клют X относится к нектарскому периоду[1].

## См.также
- Список кратеров на Луне
- Лунный кратер
- Морфологический каталог кратеров Луны
- Планетная номенклатура
- Селенография
- Минералогия Луны
- Геология Луны
- Поздняя тяжёлая бомбардировка